# Amanda Wanessa
Amanda Wanessa Mendes da Silva (Palmares, 20 de abril de 1987) é uma cantora brasileira de música cristã contemporânea, que atua no segmento pentecostal.

## Biografia
Amanda Wanessa nasceu em 20 de abril de 1987, na cidade de Palmares, Pernambuco. Filha de Elenilda Mendes da Silva e José Odilon da Silva Filho, desde a infância foi incentivada por seus familiares a cantar em igrejas evangélicas, iniciando sua carreira musical ainda na infância.
Aos 10 anos, começou a se apresentar em cultos domésticos e na igreja onde congregava. Com 11 anos, já era convidada para cantar em pequenas igrejas de engenhos e povoados. Durante sua infância, também fez aulas de canto e piano, demonstrando grande talento musical.
Em 2001, Amanda Wanessa integrou o coral juvenil da Igreja Evangélica Assembleia de Deus em Pernambuco (IEADPE), em Barreiros, como meio-soprano. No ano seguinte, 2002, tornou-se vocalista principal da banda Shekinah, com a qual gravou uma fita demo.

## Carreira
Amanda Wanessa iniciou sua carreira musical em 2007 com o lançamento de seu primeiro álbum, O Agir de Deus. Na época, era reconhecida principalmente nas igrejas onde se apresentava. Seu reconhecimento nacional veio em 2015 com o lançamento de seu quarto álbum de estúdio, Meu Alvo é o Céu, que incluiu o sucesso Eu Cuido de Ti. A música alcançou grande popularidade, sendo amplamente veiculada em rádios brasileiras e acumulando milhões de visualizações em seu canal no YouTube.
Ao longo de sua carreira, que soma mais de 20 anos, Amanda lançou mais de oito álbuns e mais de 2 projetos independentes. Em 2019, assinou contrato com a gravadora MK Music.
Além de Eu Cuido de Ti, Amanda colaborou com outros artistas como Paulo Neto, Jozyanne e Cristina Mel. Outros sucessos incluem Tá Chorando Por Quê? e É Adorar, ambas com mais de 100 milhões de visualizações no YouTube.

## Vida pessoal
Amanda Wanessa é casada com o produtor musical e diretor de vídeo Dobson Santos e tem uma filha, Mel Mendes.

## Acidente
No dia 4 de janeiro de 2021, Amanda Wanessa sofreu um grave acidente de carro na PE-60, em Rio Formoso, Pernambuco, quando o veículo que ela dirigia colidiu de frente com um caminhão. No carro estavam seu pai, que não precisou ser internado; sua filha, que passou por cirurgia; e a amiga Jussara Pimentel, que se recuperou. Amanda sofreu múltiplas fraturas nas pernas, braços e cabeça.
Após 642 dias internada no Real Hospital Português, em Recife, Amanda recebeu alta em 8 de outubro de 2022 e atualmente continua o tratamento em casa. Sua assessoria atualiza regularmente seu estado de saúde por meio de seu perfil oficial no Instagram.
Em 18 de março de 2023, a família da cantora acusou seu marido de impedir visitas a Amanda, levando o caso à justiça. Dobson Santos negou as acusações. Em 1º de dezembro de 2023, os pais de Amanda passaram mais de sete horas na porta de sua casa após o marido negar a entrada deles. Uma decisão judicial determinou que ele permitisse que os pais acompanhassem o tratamento de Amanda, com visitas de até quatro vezes por semana.
A última atualização pública sobre seu estado de saúde foi em 16 de fevereiro de 2024, quando uma foto dela em casa foi divulgada. A postagem mencionou a equipe médica responsável por realizar fisioterapia, administrar medicamentos e cuidar da higiene pessoal da cantora.

## Discografia
- 2007: O Agir do Eterno
- 2010: As Portas se Abriram
- 2012: Invencível
- 2014: Mergulhar
- 2015: Meu Alvo É o Céu
- 2016: As Melhores
- 2016: Os Herdeirinhos Vol. 1
- 2017: Viver Teus Milagres
- 2017: Voz e Piano
- 2018: Descansa
- 2018: Mais de Ti
- 2018: Filho (part. Miriam Dos Passos, Rogéria Cardoso, Ruthe Dayanne e Rayanne Vanessa)
- 2018: Bálsamo
- 2018: Conversa com Deus
- 2018: Live Session 1
- 2018: Live Session 2
- 2019: Nunca Foi Sorte, Sempre Foi Deus (part. Mayra Carvalho)
- 2019: Vida em Obras
- 2019: Outra Vez
- 2019: Voz e Piano Vol. 2
- 2019: É Adorar
- 2019: Clássicos
- 2020: Dependente
- 2020: Calma
- 2020: Surpresa
- 2020: Me Deixa Aqui (part. Paulo Neto)
- 2020: Não Desista
- 2022: De Repente (part. Léa Mendonça)
- 2022: Me Refazer